# Кераца-Мария
Кераца-Мария или само Мария е българска княгиня и византийска императрица, съпруга на император Андроник IV Палеолог и майка на император Йоан VII Палеолог.

## Произход
Мария е първата дъщеря на българския цар Иван Александър от втория му брак с еврейката Теодора-Сара. Тя е сестра на цар Иван Шишман, Кера Тамара и Десислава. По бащина линия принадлежи към българската владетелска династия Шишман. Внучка е на Кераца Петрица и деспот Срацимир и правнучка на Шишман I.

## Брак с Андроник IV Палеолог
На 17 август 1355 г. Кераца-Мария е омъжена за византийския император Андроник IV Палеолог (* 1376, † 1379). Когато бракът им е сключен, Кераца е едва на 7 години, Андроник също е много млад, затова се налага да се поиска разрешение от Цариградската патриаршия, която в специално синодално решение, подписано от патриарха и още 15 митрополити, потвърждава одобрението си за този брак. Чрез него се цели да се скрепят бъдещите съвместни българо-византийски действия срещу османските нашественици. Синът на Кераца и Андроник, кръстен на дядо си император Йоан V Палеолог, по-късно също става император под името Йоан VII Палеолог. От този брак се раждат и две дъщери.
През 1373 г. Андроник заедно с приятеля си и наследник на османския престол Исмаил Савджи организират заговор за свалянето на своите бащи. Заговорът обаче се проваля. Султанът ослепява сина си, като очите на Исмаил са избодени с нож, след което той умира. Малко по-изтънчено се отнася към сина си Йоан V Палеолог, който заповядва Андроник да бъде ослепен с врял оцет, така че Андроник частично запазва зрението си. По заповед на императора същата съдба сполетява и тригодишния син на Андроник и Кераца. След това заедно със съпруга си Мария прекарва около три години затворена в кулата Анема, а по-късно – и в един манастир край византийската столица.
През 1376 г. Кераца и Андроник успяват да избягат с помощта на "българските роднини на императрицата" и намират убежище в квартала Пера при генуезците. Там благодарение на грижите на Мария и на някакъв мехлем, който тя получава от генуезците, съпругът и синът ѝ успяват да възстановят зрението си.

## Императрица
Кераца става императрица на Византия през 1376 г., когато Йоан V Палеолог е детрониран от Андроник IV. В действителност Кераца е византийска императрица само 3 години, тъй като Андроник IV Палеолог загубва престола и е принуден да търси убежище при генуезците, но това не попречва имената и на двамата да бъдат замесени в повечето от дворцовите брожения преди и след възкачването им на трона.
След внезапната смърт на Андроник през 1385 г. Кераца поема попечителството над 15-годишния си сина им Йоан VII Палеолог. Впоследствие, макар и принудена да се замонаши под името Макария, тя все пак успява да се порадва на възцаряването на сина ѝ на византийския престол през 1390 г. Йоан VII се задържа на престола само няколко месеца. След като е детрониран, той получава управлението на областта с център Силиврия, където се установява и Кераца.

## Четвероевангелие на цар Иван Александър
Портретът на Кераца е запазен в Четвероевангелието на Иван Александър, където е изобразена наред със сестрите си Кера Тамара и Десислава, и зет си деспот Константин.